# Huh Soon-young
Huh Soon-young, född 28 september 1975 i Jinju, är en sydkoreansk handbollsspelare (mittsexa).
Hon var med och tog OS-silver 1996 i Atlanta, OS-silver 2004 i Aten och OS-brons 2008 i Peking.

## Klubbar
- Daegu Metropolitan City
- Aarhus GF Håndbold (2007–2009)
- Hypo Niederösterreich (2009–2010)